# James van Hoften
James Dougal Adrianus van Hoften (Fresno, 11 juni 1944) is een Amerikaans voormalig ruimtevaarder. Van Hoften zijn eerste missie was STS-41-C met de spaceshuttle Challenger en vond plaats op 6 april 1984. Tijdens de missie werd de Solar Maximum Mission satelliet gerepareerd. 
In totaal heeft van Hoften twee ruimtevluchten op zijn naam staan. Tijdens zijn missies maakte hij vier ruimtewandelingen. In 1986 verliet hij NASA en ging hij als astronaut met pensioen. 